# تاریک‌مرغ دم‌خاکستری
تاریک‌مرغ دم‌خاکستری (نام علمی: Snowornis subalaris) نام یک گونه از سرده مرغ اسنو است.